# Elecciones presidenciales de Chad de 2011
Las elecciones presidenciales se celebraron en Chad el 25 de abril de 2011, tras haber sido aplazadas el 3 de abril. El presidente Idriss Déby fue reelegido para un cuarto mandato consecutivo.

## Campaña
El 25 de marzo de 2011, el portavoz adjunto de la coalición de oposición, Saleh Kebzabo, de la Unión Nacional para la Democracia y la Renovación, anunció que "la coalición de partidos políticos ha decidido suspender su participación en la comisión electoral". Quince miembros de la comisión electoral afiliados a partidos de la oposición dimitieron, lo que supone una amenaza para la credibilidad de las elecciones. Según el código electoral del Chad, la comisión electoral debe contar con al menos dos tercios de sus 31 miembros para constituir quórum.

### Boicot por parte de la oposición
Los principales políticos de la oposición, Kebzabo, Wadel Abdelkader Kamougué, de la Unión para la Renovación y la Democracia, y Ngarlejy Yorongar, de la Federación, Acción para la República, anunciaron que boicotearían el "circo electoral" e instaron a los votantes a hacer lo mismo. Su anuncio siguió a las demandas de reformas electorales, incluida la emisión de nuevas tarjetas de identificación para votantes. También afirmaron que las condiciones injustas llevaron a una derrota en las elecciones parlamentarias de febrero de 2011 y que las elecciones presidenciales serían un "fraude histórico".

## Conducta
Se informó que los centros de votación abrieron tarde en Yamena debido a un retraso en la llegada del material y del personal electoral.